# Trachylepis wingati
Espèce
Synonymes
- Mabuia wingati Werner, 1908
- Mabuya wingati Werner, 1908

Trachylepis wingati est une espèce de sauriens de la famille des Scincidae.

## Répartition
Cette espèce se rencontre au Soudan, au Soudan du Sud et en Éthiopie.

## Étymologie
Cette espèce est nommée en l'honneur de Francis Reginald Wingate (1861-1953).

## Publication originale
- Werner, 1908 "1907" : Ergebnisse der mit Subvention aus der Erbschaft Treitl unternommenen zoologischen Forschungsreise Dr. Franz Werners nach dem agyptischen Sudan und Nord-Uganda. XII. Die Reptilien und Amphibien. Sitzungsberichte der Kaiserlichen Akademie der Wissenschaften, Mathematisch-Naturwissenschaftliche, vol. 116, p. 1823-1926.